# Prequel
Prequel este un termen englezesc care desemnează în cinematografie o continuare a unui alt film, a cărei acțiune este situată temporal înaintea filmului inițial. Cuvântul este folosit și în alte domenii. Este format din prefixul din limba latină „pre-” (cu sensul de înainte, la fel ca în română) și din termenul englez sequel, care provine din latinescul sequella, cu sensul de „care urmează” sau „continuare”. 